# Cnemidocarpa subpinguis
Cnemidocarpa subpinguis is een zakpijpensoort uit de familie van de Styelidae. De wetenschappelijke naam van de soort is voor het eerst geldig gepubliceerd in 1923 door Herdman.